# Nabada

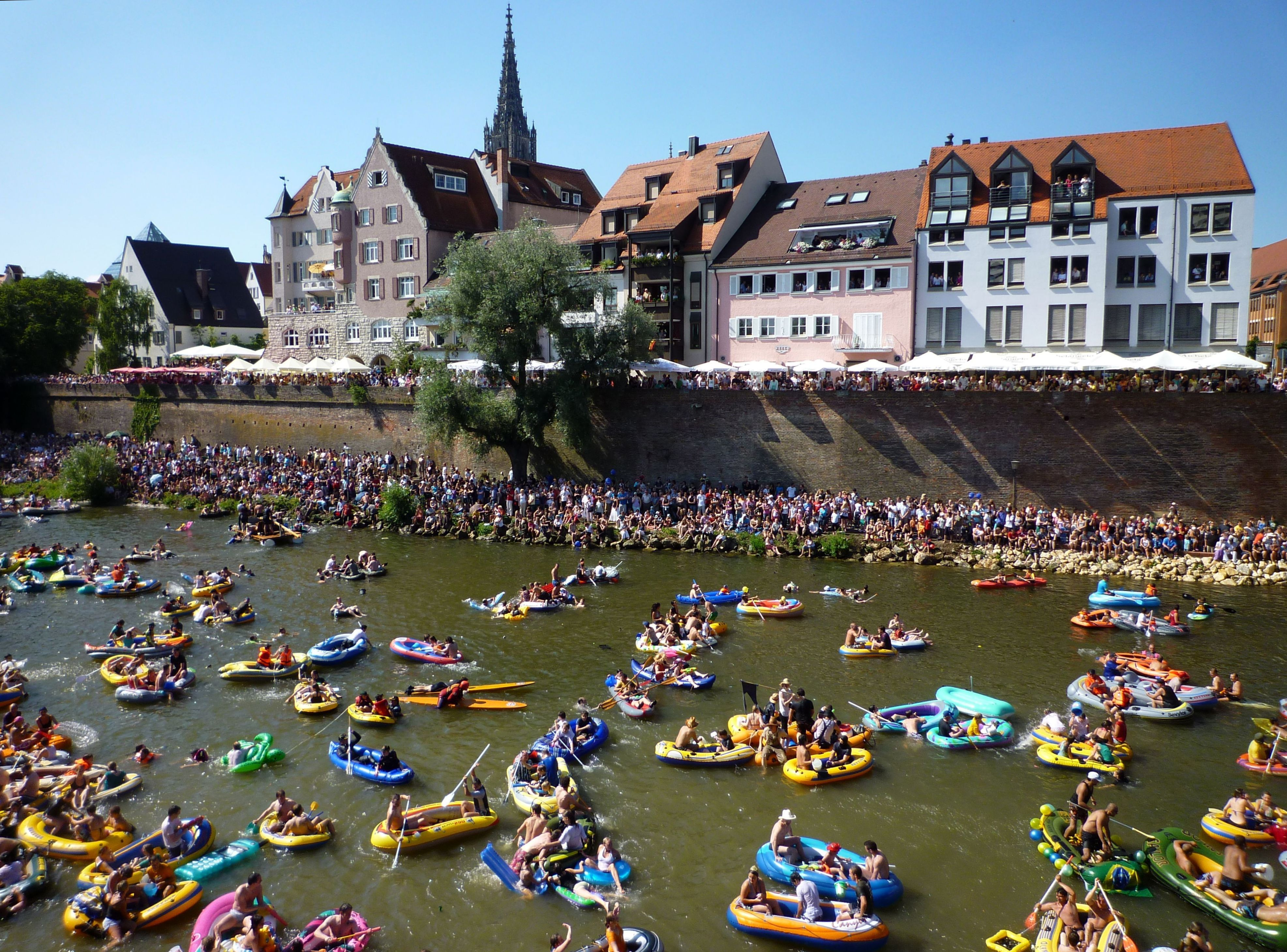
Nabada 2010

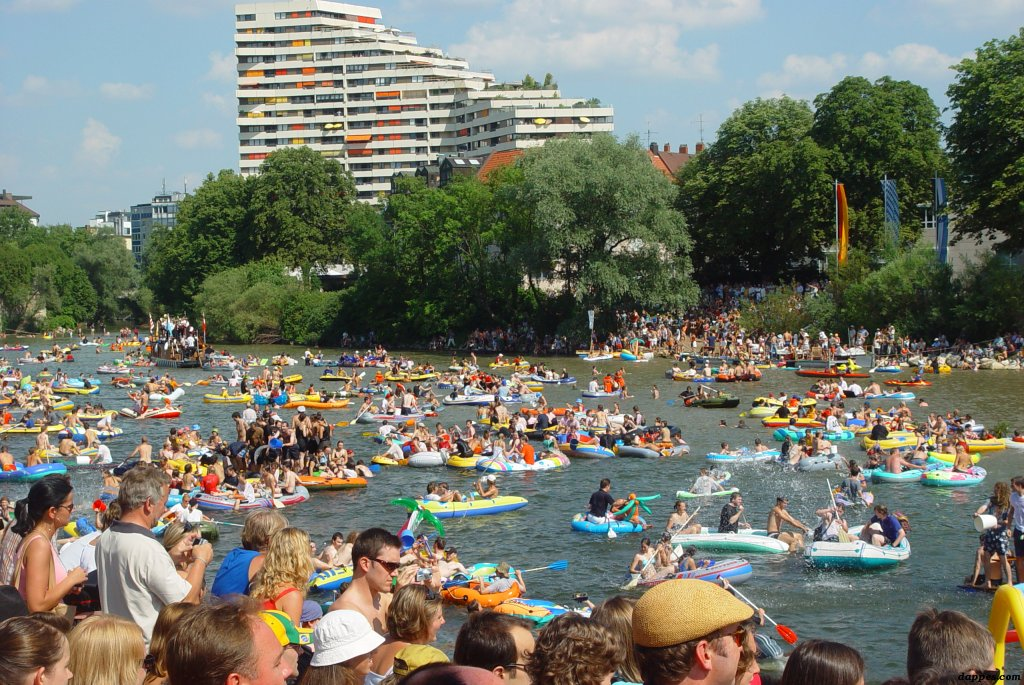
Nabada am 24. Juli 2006 von der Ulmer Donauseite aus aufgenommen

Nabada ([ˈnaːbaːdɜ], schwäbisch für „Hinabbaden“) ist ein traditioneller Wasserumzug, der jedes Jahr in Ulm am Nachmittag des Schwörmontags, dem vorletzten Montag im Juli, stattfindet.

## Ursprung
Das Nabada gründet auf mehreren alten Veranstaltungen: Bereits um 1800 wurde erwähnt, dass die Jugend die Donau zu den Ausflugsgaststätten hinunterbadete und dabei ihre Kleidung in Zubern mitführte. Ein alter Kirchweihbrauch beschrieb das Bäuerles Hinunterfahren. Hier wurden auf Brettern, die man über zwei Zillen legte, das Bauernpaar die Donau hinabgefahren und durch Schaukeln in den Fluss gestoßen. Das erste offizielle Nabada fand 1927 statt. Ende der 1960er Jahre wurde das Nabada allen Teilnehmern geöffnet. Zuvor war dies nur den veranstaltenden Vereinen gestattet.

## Ablauf

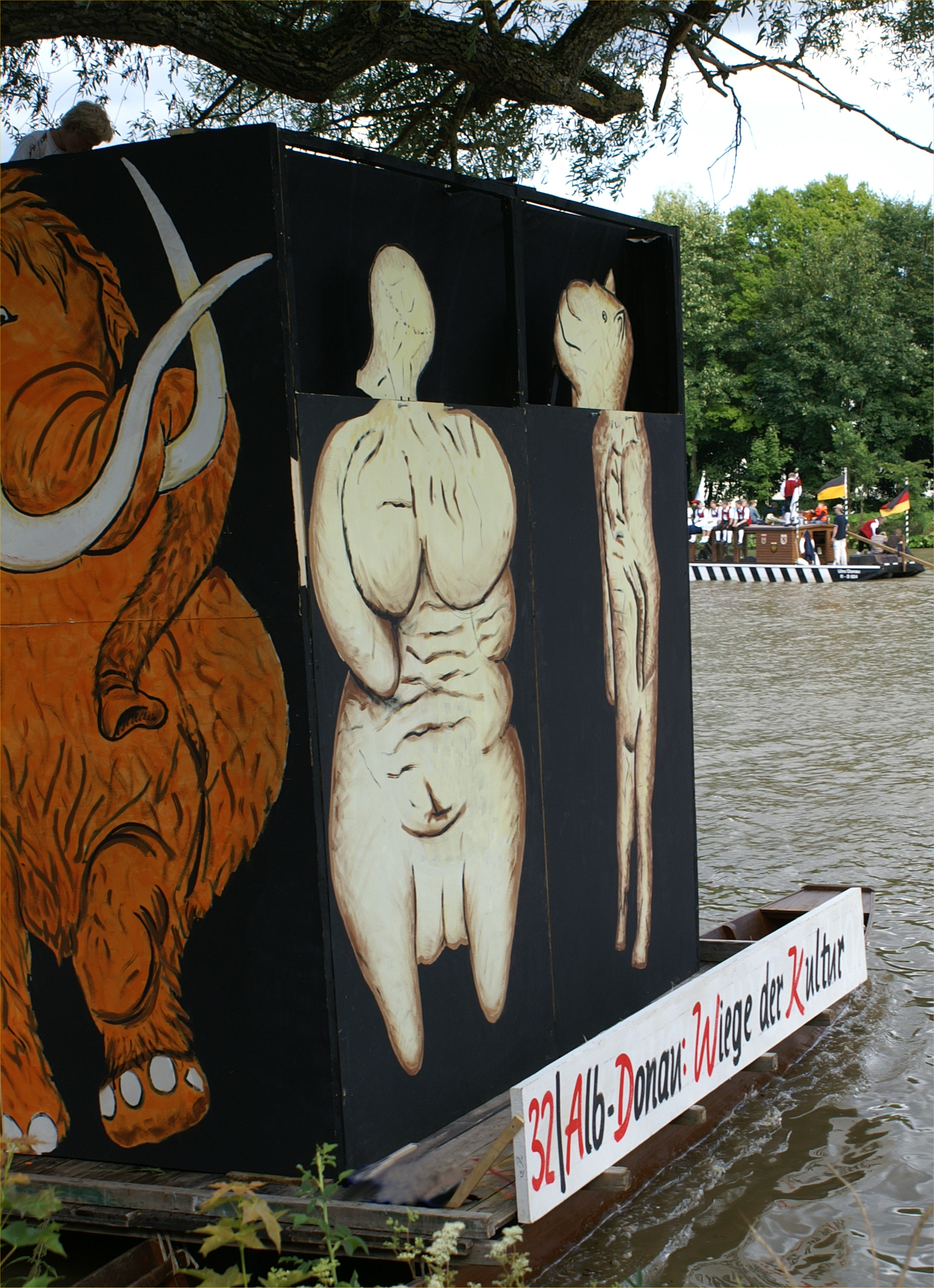
Alb-Donau: Wiege der Kultur. Die Schüler des Humboldt-Gymnasiums machten die Funde von Löwenmensch und Venus vom Hohlen Fels zum Thema beim Nabada 2009

Das Nabada findet am Nachmittag des Schwörmontags statt, nach der Schwörfeier um 11:00 Uhr.

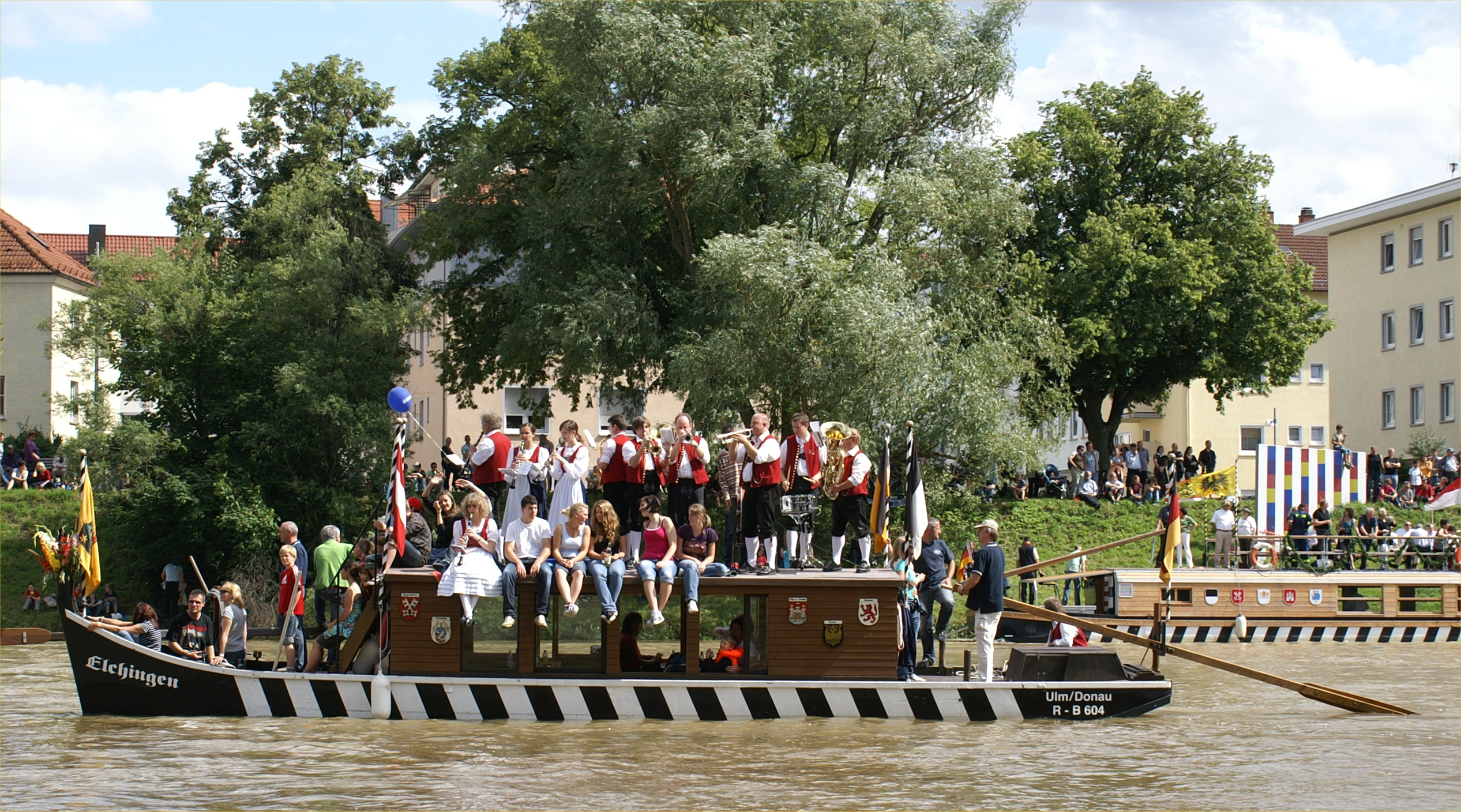
Kleine Ulmer Schachtel „Elchingen“ mit dem Musikverein Oberelchingen

Ab 16:00 Uhr befinden sich tausende „Nabader“ im Wasser der Donau, um auf selbstgebastelten und sonstigen Fahrgeräten die Donau hinabzutreiben und sich gegenseitig nass zu spritzen. Das Bespritzen von Zuschauern am Ufer ist von offizieller Seite nicht erwünscht; nicht nur wegen Klagen durchnässter Zuschauer, sondern auch, weil es schon zu Verletzungen durch Wassereimer, Wasserpistolen etc. gekommen ist. Das Publikum skandiert zur Anfeuerung den Schlachtruf (siehe auch Ulmer Spatz):
„Ulmer Spatza, Wasserratza, hoi, hoi, hoi“.
Verschiedene Gruppen haben die Gelegenheit, in der Woche zuvor ein Thema auf eine etwa 25 m² große Plattform zu bringen, welche auf zwei Zillen, etwa 7 Meter langen Holzkähnen, montiert ist. Die sonstigen Teilnehmer auf inoffiziellen Flößen und allem, was das Wasser trägt, werden „wilde Nabader“ genannt – ein Begriff, der das Treiben treffend charakterisiert.
Das Ganze ist den großen Karnevalsumzügen in Köln und Düsseldorf nicht unähnlich, werden doch lokale, regionale und nationale Themen sowie Personen humoristisch auf die Schippe genommen. Etliche Musikvereine, die in taktweise schwankenden Zillen die Donau hinunterfahren, tragen zur ausgelassenen Stimmung bei. Die Zuschauer dürfen durch eine Wahl das beste Themenboot und den besten Musikverein bestimmen, es wird mit lukrativen Preisen prämiert. Je nach Wetter und Wasserstand kann dieses Spektakel zwei bis drei Stunden dauern. Im Anschluss daran wird auf den Plätzen und Straßen, in der Friedrichsau und in den Kneipen in Ulm und Neu-Ulm weitergefeiert.
Falls das „Nabada“ abgesagt werden muss, werden am Ulmer Münster die „roten Körbe“ befestigt.
Am 21. Juli 2008 fiel das Nabada zum ersten Mal seit 23 Jahren wegen Hochwasser und der damit vorhandenen starken Strömung der Donau am Schwörmontag aus. Die übrigen Festlichkeiten an der Donau und in der Stadt fanden jedoch wie gewohnt statt.

## Virtuelles Nabada 2020
Wegen der Kontaktbeschränkungen gegen die COVID-19-Pandemie durfte das Nabada 2020 und 2021 nicht stattfinden. Um den Ulmern dennoch ein interaktives Nabada zu ermöglichen, hatte der Service Club Round Table 93 Ulm/Neu-Ulm 2020 ein virtuelles Nabada organisiert. Auf einer Online-Plattform konnten Teilnehmer kostenlos kreative Bilder zum Thema Nabada hochladen. Diese konnten dann durch Teilen in Sozialen Netzwerken bewertet werden. Die Bilder mit den höchsten Zustimmungswerten hatten die Chance auf einen individuellen Gewinn. Außerdem gab es auch eine freiwillige Spendenaktion zugunsten der lokalen „Aktion 100.000“. Die Schirmherrschaft für das virtuelle Nabada übernahm der Ulmer Oberbürgermeister Gunter Czisch. Der Ulmer Alt-Oberbürgermeister Ivo Gönner sowie die Neu-Ulmer Oberbürgermeisterin Katrin Albsteiger unterstützten das Projekt.

## Weitere Ulmer Traditionen um das Schwörwochenende
- Lichterserenade (Samstag)
- Fischerstechen (beide Sonntage vor Schwörmontag; nur alle vier Jahre)